# آرتور سیسه
آرتور سیسه (زاده ۲۹ دسامبر ۹۹۶‏) دونده سرعت اهل ساحل عاج است.